# Niederländische Badmintonmeisterschaft 2007
Die Niederländische Badmintonmeisterschaft 2007 fand vom 2. bis zum 4. Februar 2007 im Sportcentrum de Maaspoort, Marathonloop 1-3, in ’s-Hertogenbosch statt. Es wurden fünf Disziplinen gespielt, folgend die Ergebnisse.
| Disziplin    | Gold                                         | Silber                            | Bronze                                   |
| ------------ | -------------------------------------------- | --------------------------------- | ---------------------------------------- |
| Herreneinzel | Dicky Palyama                                | Eric Pang                         | Koen Ridder                              |
| Herreneinzel | Dicky Palyama                                | Eric Pang                         | Rune Massing                             |
| Dameneinzel  | Yao Jie                                      | Judith Meulendijks                | Lisa Malaihollo                          |
| Dameneinzel  | Yao Jie                                      | Judith Meulendijks                | Rachel van Cutsen                        |
| Herrendoppel | Rikkert Suijkerland Dennis van Daalen de Jel | Koen Ridder Ruud Bosch            | Jorrit de Ruiter Dave Khodabux           |
| Herrendoppel | Rikkert Suijkerland Dennis van Daalen de Jel | Koen Ridder Ruud Bosch            | Jordy Halapiry Joéli Residay             |
| Damendoppel  | Judith Meulendijks Brenda Beenhakker         | Yao Jie Lotte Bruil-Jonathans     | Rachel van Cutsen Paulien van Dooremalen |
| Damendoppel  | Judith Meulendijks Brenda Beenhakker         | Yao Jie Lotte Bruil-Jonathans     | Claudia Saleming Rachel Geertsen         |
| Mixed        | Chris Bruil Lotte Bruil-Jonathans            | Ruud Bosch Paulien van Dooremalen | Lester Oey Maartje Verheul               |
| Mixed        | Chris Bruil Lotte Bruil-Jonathans            | Ruud Bosch Paulien van Dooremalen | Joris van Soerland Georgy van Soerland   |

## Herreneinzel

### Setzliste
| Platz | Spieler                  |
| ----- | ------------------------ |
| 1     | Dicky Palyama            |
| 2     | Eric Pang                |
| 3     | Rune Massing             |
| 4     | Koen Ridder              |
| 5     | Dennis van Daalen De Jel |
| 6     | Tim Vaessen              |

### 1. Runde
| Dicky Palyama (Freilos)            | - | -                      |                     |
| Rolf Oostenbrink                   | - | Dennis van Zijderveld  | 7-21, 10-21         |
| Robert Kwee (Freilos)              | - | -                      |                     |
| Bouke van Bergen Bravenboer        | - | Lester Oey             | 12-21, 8-21         |
| Koen Ridder (Freilos)              | - | -                      |                     |
| Leon Nottelman                     | - | Lars Sijben            | 19-21, 21-16, 17-21 |
| Dennis van Daalen de Jel (Freilos) | - |                        |                     |
| Marcel Hazebroek                   | - | Saber Afif             | 21-18, 21-18        |
| Jelle de Keijzer                   | - | Quintus Thies          | 11-21, 14-21        |
| -                                  | - | Tim Vaessen (Freilos)  |                     |
| Jochem Hilberink                   | - | Rolf Monteiro          | 21-15, 21-18        |
| -                                  | - | Rune Massing (Freilos) |                     |
| Gerben Bruijstens                  | - | Richard den Blanken    | 21-17, 21-17        |
| -                                  | - | Joost Kool (Freilos)   |                     |
| Ralph Starren                      | - | Dave Khodabux          | 21-17, 21-12        |
| -                                  | - | Eric Pang (Freilos)    |                     |

### 2. Runde
| Dicky Palyama            | - | Dennis van Zijderveld | 4-2 opgave          |
| Robert Kwee              | - | Lester Oey            | 14-21, 21-19, 22-20 |
| Koen Ridder              | - | Lars Sijben           | 21-12, 21-9         |
| Dennis van Daalen De Jel | - | Marcel Hazebroek      | 13-21, 21-11, 21-14 |
| Quintus Thies            | - | Tim Vaessen           | 14-21, 11-21        |
| Jochem Hilberink         | - | Rune Massing          | 14-21, 19-21        |
| Gerben Bruijstens        | - | Joost Kool            | 21-16, 21-15        |
| Ralp Starren             | - | Eric Pang             | 20-22, 7-21         |

#### Viertelfinale
| Dicky Palyama     | - | Robert Kwee              | 21-17, 21-19       |
| Koen Ridder       | - | Dennis van Daalen De Jel | 21-18, 9-21, 21-15 |
| Tim Vaessen       | - | Rune Massing             | 13-21, 12-21       |
| Gerben Bruijstens | - | Eric Pang                | 18-21, 20-22       |

### Halbfinale
| Dicky Palyama | - | Koen Ridder | 21-13, 21-12 |
| Rune Massing  | - | Eric Pang   | 11-21, 11-21 |

### Finale
| Dicky Palyama | - | Eric Pang | 21-13, 21-17 |